# Verds Australians
Els Verds Australians, coneguts com els Verds, són una confederació de partits estatals verds a Austràlia. A partir de les eleccions federals de 2022, els Verds són el tercer partit per vot i el quart per representació electa. El líder actual és Adam Bandt, amb Mehreen Faruqi com a líder adjunt. Larissa Waters ocupa actualment el paper de líder del Senat.
El partit es va formar el 1992 com una confederació de vuit partits estatals i territorials. En els seus primers anys, es va construir en gran manera al voltant de la personalitat del conegut polític de Tasmània Bob Brown, abans d'ampliar la seva representació substancialment a la primera part del segle XXI. El partit cita quatre valors fonamentals com a ideologia, a saber, la sostenibilitat ecològica, la justícia social, la democràcia de base i la pau i la no violència. Els orígens del partit es remunten als primers moviments ecologistes a Austràlia, la controvèrsia de Franklin Dam, les protestes ecologistes i el moviment de desarmament nuclear.

## Història
Els orígens dels Verds es remunten als primers moviments ecologistes a Austràlia i a la formació del Grup de Tasmània Unida, un dels primers partits verds del món, però també al moviment de desarmament nuclear a Austràlia Occidental i seccions de l'esquerra industrial a Nova Gal·les del Sud que es va inspirar en les protestes ecologistes de la Builders Laborers Federation a Sydney. La coordinació entre grups ecologistes es va produir a la dècada de 1980 amb diverses protestes significatives. Les persones clau implicades en aquestes campanyes van incloure Bob Brown i Christine Milne, que van participar i guanyar escons al Parlament de Tasmània i finalment van formar els Verds de Tasmània, convertint-se posteriorment en líders del partit federal.
La formació del partit l'any 1992 va reunir més d'una dotzena de grups verds, d'organitzacions estatals i locals, alguns dels quals feia 20 anys que existien. Brown va renunciar al Parlament de Tasmània el 1993, i el 1996 va ser elegit senador federal, el primer escollit com a candidat dels Verds australians.

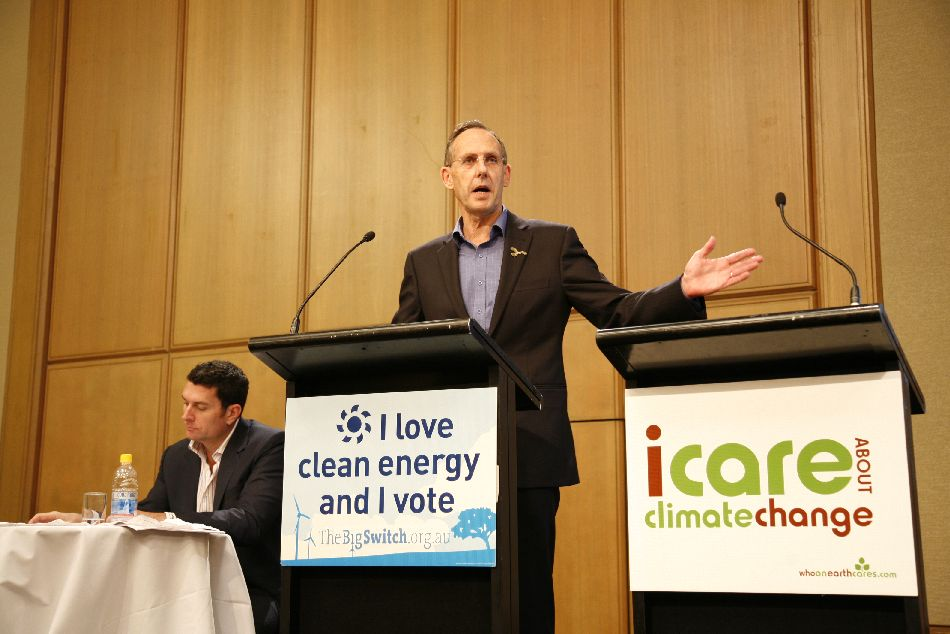
Bob Brown exposa les polítiques de canvi climàtic dels Verds de cara a les eleccions federals del 2007

A les eleccions federals de 2001, Brown va ser reelegit com a senador per Tasmània, i un segon senador dels Verds, Kerry Nettle, va ser escollit a Nova Gal·les del Sud. Durant aquesta etapa el partit es va oposar a diverses mesures del govern, especialment a la Solució Pacífic, la política d'immigració per a sol·licitants d'asil, i a la participació a la Guerra d'Afganistan a través de l'ANZUS, el que va provocar un augment del suport popular, demostrant que no només promovien polítiques verdes, atorgant així l'aprovació dels votants laboristes descontents.
En anys posteriors el partit va anar reforçant-se i augmentant suport electoral, doblant el nombre de senadors al 2004 i consolidant-los al 2007 amb cinc. El 2010 va suposar un veritable salt qualitatiu pels Verds quan van obtenir per primera vegada un diputat a la Cambra de Representants i nou senadors. Gairebé dues setmanes després de les eleccions, els Verds van acordar donar suport extern a un govern minoritari laborista de Gillard, a canvi de nombroses polítiques verdes.
A les eleccions de 2013, malgrat el partit va perdre suport electoral (3 punts percentuals a la Cambra de Representants i 4.5 al Senat) va mantenir el seu diputat i fins i tot va augmentar els senadors a deu.

El desembre de 2015, el partit va arribar a un acord amb el govern de coalició, aprovant una llei que obligava a les multinacionals amb una facturació de més de 200 milions de dòlars a revelar els seus acords fiscals. L'any següent, el govern i els Verds van acordar una taxa impositiva permanent del 15% per als motxillers, a canvi d'un impuls de finançament de 100 milions de dòlars per a la gestió ambiental sense ànim de lucre Landcare.

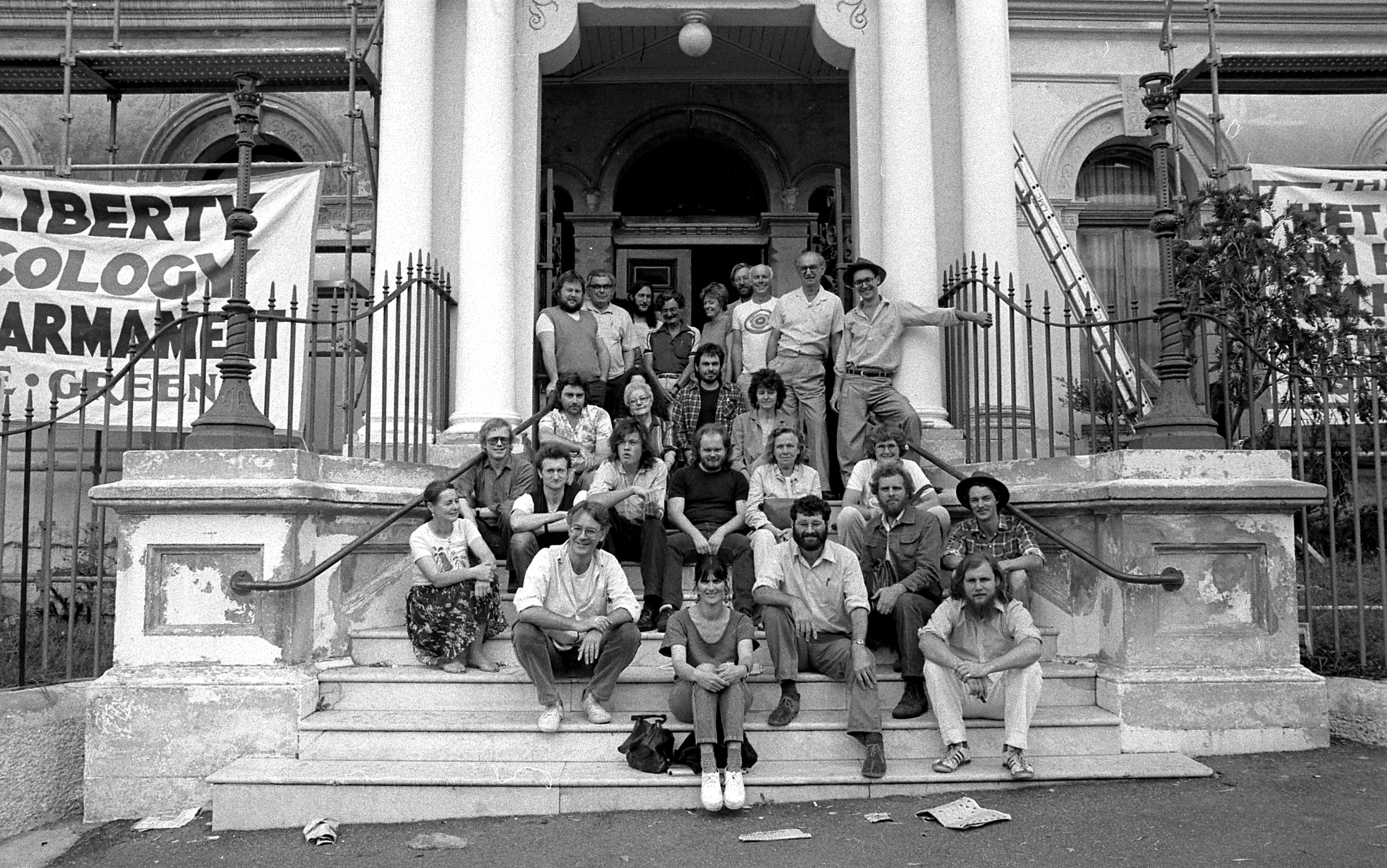
Sydney Greens a la dècada de 1980, el primer partit polític verd d'Austràlia.

Poc després, a les eleccions federals de 2016 van obtenir resultats ambivalents, consolidant el seu diputat a la Cambra (augmentant el suport del 8.65% al 10.23%) però mantenint resultats molt semblants a 2013 al Senat, provocant per primera vegada perdre un escó, situant-se amb nou. Malgrat no suposar cap important davallada, va originar crítiques internes i la crida a una renovació.
A les eleccions de 2019, malgrat recuperar terreny en termes de suport popular (mantenint el 10% a la Cambra i augmentant del 8.7% al 10.2% al Senat) els Verds van obtenir els mateixos resultats que a les darreres eleccions, un diputat i nou senadors. En canvi, el 2022 va obtenir un fort creixement com el que va suposar el 2010, sumant per segona vegada a la seva història presència a la Cambra amb 4 diputats totals i arribant als 12 senadors.

## Resultats electorals

### Cambra de Representants
| Any  | Lider             | Vots      | %          | Escons  | ±   | Govern            |
| ---- | ----------------- | --------- | ---------- | ------- | --- | ----------------- |
| 1993 | Cap               | 196,702   | 1.83 (#5)  | 0 / 147 | Nou | Extraparlamentari |
| 1996 | Cap               | 188,994   | 1.74 (#5)  | 0 / 148 | =   | Extraparlamentari |
| 1998 | Cap               | 238,035   | 2.14 (#6)  | 0 / 148 | =   | Extraparlamentari |
| 2001 | Cap               | 569,074   | 4.96 (#5)  | 0 / 150 | =   | Extraparlamentari |
| 2004 | Cap               | 841,734   | 7.19 (#3)  | 0 / 150 | =   | Extraparlamentari |
| 2007 | Bob Brown         | 967,789   | 7.79 (#3)  | 0 / 150 | =   | Extraparlamentari |
| 2010 | Bob Brown         | 1,458,998 | 11.76 (#3) | 1 / 150 | 1   | Suport extern     |
| 2013 | Christine Milne   | 1,116,918 | 8.65 (#3)  | 1 / 150 | =   | Oposició          |
| 2016 | Richard Di Natale | 1,385,651 | 10.23 (#3) | 1 / 150 | =   | Oposició          |
| 2019 | Richard Di Natale | 1,482,923 | 10.40 (#3) | 1 / 151 | =   | Oposició          |
| 2022 | Adam Bandt        | 1,795,985 | 12.25 (#3) | 4 / 151 | 3   | Oposició          |

### Senat
| Any  | Lider             | Vots      | %         | Escons guanyats | Escons totals | ±   | Govern            |
| ---- | ----------------- | --------- | --------- | --------------- | ------------- | --- | ----------------- |
| 1990 | Cap               | 201,618   | 2.0 (#5)  | 0 / 40          | 0 / 76        | Nou | Extraparlamentari |
| 1993 | Cap               | 263,106   | 2.5 (#5)  | 0 / 40          | 0 / 76        | =   | Extraparlamentari |
| 1996 | Cap               | 180,404   | 1.7 (#5)  | 0 / 40          | 0 / 76        | =   | Extraparlamentari |
| 1998 | Cap               | 244,165   | 2.2 (#6)  | 0 / 40          | 1 / 76        | =   | Oposició          |
| 2001 | Cap               | 574,543   | 4.9 (#5)  | 2 / 40          | 2 / 76        | 1   | Oposició          |
| 2004 | Cap               | 916,431   | 7.7 (#3)  | 2 / 40          | 4 / 76        | 2   | Oposició          |
| 2007 | Bob Brown         | 1,144,751 | 9.0 (#3)  | 3 / 40          | 5 / 76        | 1   | Oposició          |
| 2010 | Bob Brown         | 1,667,315 | 13.1 (#3) | 6 / 40          | 9 / 76        | 4   | Oposició          |
| 2013 | Christine Milne   | 1,159,588 | 8.6 (#3)  | 4 / 40          | 10 / 76       | 1   | Oposició          |
| 2016 | Richard Di Natale | 1,197,657 | 8.7 (#3)  | 9 / 76          | 9 / 76        | 1   | Oposició          |
| 2019 | Richard Di Natale | 1,488,427 | 10.2 (#3) | 6 / 40          | 9 / 76        | =   | Oposició          |
| 2022 | Adam Bandt        | 1,903,403 | 12.6 (#3) | 6 / 40          | 12 / 76       | 3   | Oposició          |

### Mapes

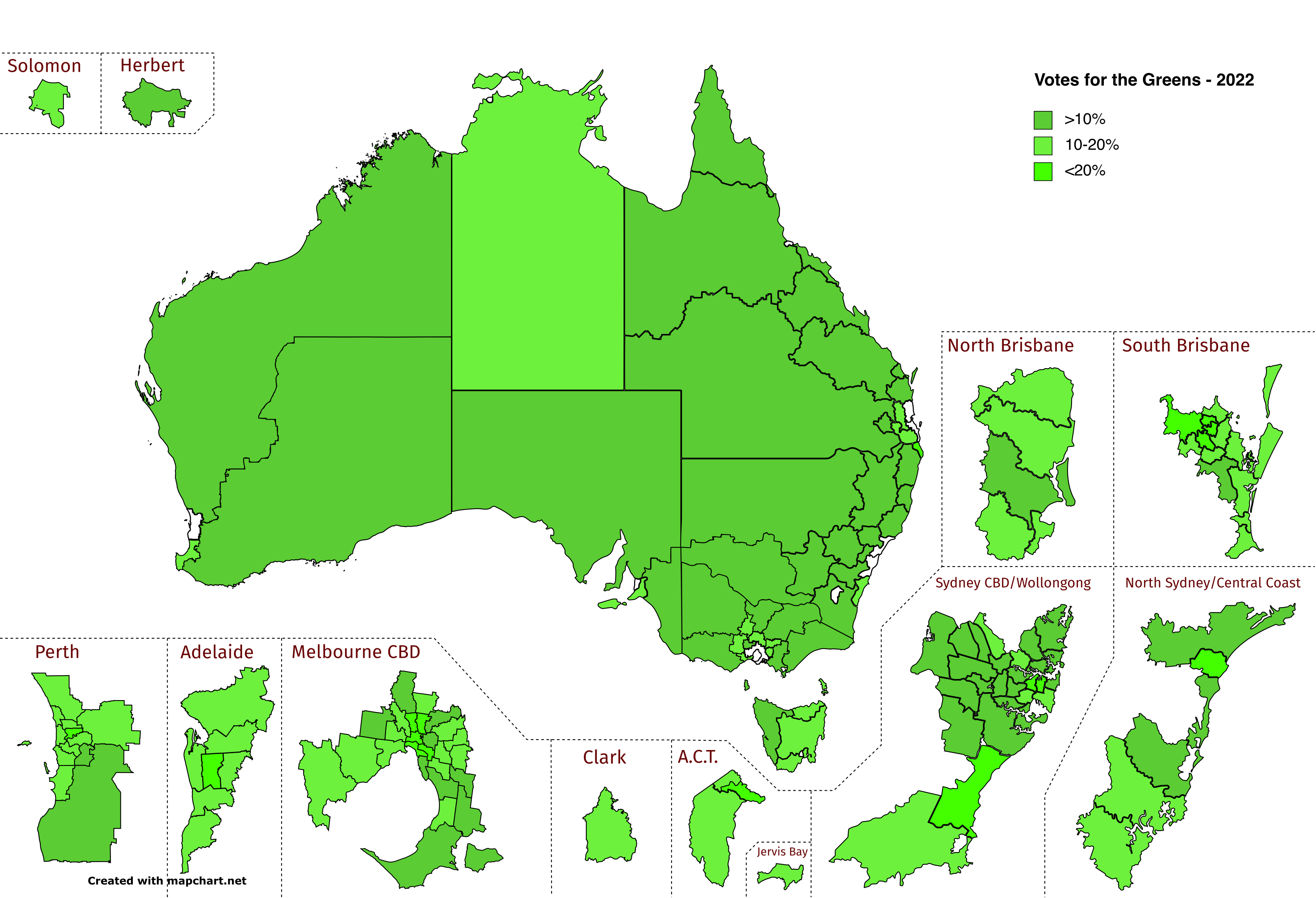
Eleccions federals de 2022